# Domenico Chinca
Domenico Chinca (Brescia, 16 aprile 1818 – Brescia, 15 dicembre 1884) è stato un militare italiano, decorato con la medaglia d'oro al valor militare a vivente e con la croce di Cavaliere dell'Ordine militare di Savoia durante il corso del Risorgimento italiano.

## Biografia
Nacque a Brescia il 16 aprile 1818 figlio di Luigi e Vittoria Cogrossi. Arruolatosi nella k.u.k. Kriegsmarine frequentò la Scuola di marina di Venezia,  e nel 1838 fu nominato cadetto partecipando alle operazioni contro il Montenegro e l'Albania. Imbarcatosi sulla fregata Guerriera. nel 1840 partecipò alla operazioni in Siria per la repressione della rivolta del Viceré d'Egitto Mehmet Alì Pascià contro la Sublime porta, in forza alla squadra navale del contrammiraglio Francesco Bandiera.
Il 26 settembre prese parte alla espugnazione dei castelli fortificati di Sayda. Il 4 novembre, dopo lo sbarco impugnò una bandiera presa dall'imbarcazione, e precedendo i suoi marinai, si inerpicò sui dirupi della costa, fatto tiro dalla fucileria nemica, fino a quando sopraggiunti nuovi rinforzi, la rocca centrale di San Giovanni d'Acri non fu espugnata. Per tale coraggio fu decorato con la Medaglia d'onore al valor militare in oro, massima decorazione austriaca con dispaccio aulico 3372 del 16 novembre 1840, e quella dell'Impero ottomano. 
Entrato nella società segreta Esperia cospirò per la liberazione di Venezia dal dominio austriaco.
Nel 1848, allo scoppio della prima guerra d'indipendenza italiana aveva raggiunto il grado di alfiere di vascello, ma l'11 aprile si dimise dalla Imperiale regia marina per raggiungere Venezia dove si unì alla Marina della Repubblica di San Marco e fu nominato membro della Commissione per l'armamento straordinario della Marina della Laguna. Con il grado di tenente di fregata nel 1849 combatte contro gli austriaci nel corso delle operazioni belliche, ritirandosi poi a vita privata nella sua città natale. 
Nel 1857 fu tra i principali fautori della Società nazionale della sua città, e nel maggio 1859 preparò, con Giuseppe Zanardelli ed altri sicuri amici fidati, un memoriale sulle condizioni di Brescia destinato alla stato maggiore sardo e a Camillo Benso, conte di Cavour. L'11 maggio fu tra i primi con il Contini, e seguito da Giuseppe Ragazzoni, a salire al Castello e dispiegarvi la bandiera tricolore. Nei giorni seguenti partecipò ai lavori della Commissione e amministrazione di difesa di Brescia e il 19 giugno fece da guida all'Imperatore Napoleone III e a Re Vittorio Emanuele II durante la loro visita al Castello. Dopo la fine della seconda guerra d'indipendenza italiana si arruolò nella Marina sarda con il grado di luogotenente di vascello di seconda classe. Si distinse successivamente nel corso dell'assedio di Gaeta, dove fu decorato con una Medaglia d'argento al valor militare. Con decreto Ministeriale del 27 marzo 1860 per decisione del Conte di Cavour, caso unico nella storia delle onorificenze italiane, gli venne riconosciuta la Medaglia d'oro al Valor Militare per conversione della analoga onorificenza austriaca concessagli nel 1840, compreso il pieno godimento dell'assegno vitalizio di 18 fiorini mensili.
Nel 1861 fu promosso luogotenente di vascello di prima classe.
Nel 1866, durante la terza guerra d'indipendenza italiana, come luogotenente di prima classe prese parte alla campagna navale nel Mare Adriatico imbarcato sul nuovissimo ariete Affondatore come comandante in seconda. Per il coraggio dimostrato nel corso della battaglia di Lissa fu insignito della Croce di Cavaliere dell'Ordine militare di Savoia. In quello stesso anno fu promosso capitano di fregata di seconda classe, e nel 1875 divenne capitano di vascello. Fu collocato a riposo per raggiunti limiti di età nel corso del 1877. si spense a Brescia il 15 dicembre 1884. Una via di Brescia porta il suo nome.